# Fregatkapitein
Fregatkapitein is een rang binnen verschillende marines. De herkomst van de rang ligt in de zeiltijd toen men onderscheid maakte tussen kapiteins die het gezag voerden over (grote) linieschepen, kapiteins over fregatten en kapiteins over (kleine) korvetten.
Bij de marinecomponent van de Belgische strijdkrachten komt deze rang overeen met de rang van luitenant-kolonel bij land- en luchtstrijdkrachten of kapitein-luitenant-ter-zee bij de Nederlandse Koninklijke Marine. De rang komt ook voor bij onder andere de marines van Frankrijk (capitaine de frégate), Italië (capitano di fregata), Spanje en Argentinië (capitán de fragata), Brazilië en Portugal (capitão de fragata) en Duitsland (Fregattenkapitän).

## Galerij

Insigne van een capitaine de frégate van de Franse marine
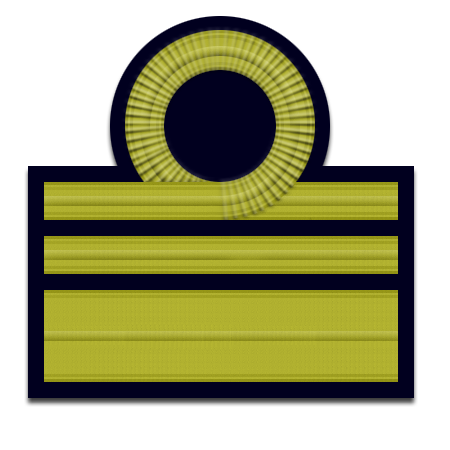
Insigne van een capitano di fregata van de Italiaanse marine
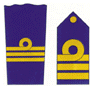
Insigne van een capitán de fragata van de Spaanse marine
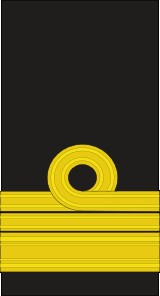
Insigne van een capitão de fragata van de Portugese marine
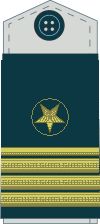
Insigne van een kapetan fregate (капетан фрегате) van de Servische riviermarine